# Język malajski Kupangu
Język malajski Kupangu (bahasa Kupang, basa Kupang lub bahasa Melayu Kupang) – język używany w mieście Kupang w zachodniej, indonezyjskiej części wyspy Timor, stanowiący pochodną języka malajskiego. Bywa rozpatrywany jako język kreolski oparty na malajskim bądź jako dialekt tego języka. Posługuje się nim 350 tys. osób, mieszkańców prowincji Małe Wyspy Sundajskie Wschodnie. Służy jako lingua franca miasta Kupang, ale jego wpływy sięgają różnych zakątków prowincji, również obszarów poza wyspą Timor.
Istnieją pewne publikacje poświęcone temu językowi. Sporządzono mało obszerne opisy gramatyki: Notes on the Malay of Kupang (Timor) (1983) , Laporan Penelitian Struktur Bahasa Melayu Kupang (1984) oraz słownik: Kamus Pengantar Bahasa Kupang (2003). W piśmie stosuje się alfabet łaciński. Na malajski Kupangu przełożono fragmenty Biblii.

## Historia i użycie
Według danych Ethnologue (SIL International) w 2015 r. posługiwało się nim 350 tys. osób, mieszkańców Timoru Zachodniego. Przyjął się jako środek komunikacji międzyetnicznej w mieście Kupang. Bywa też przyswajany jako język pierwszy, zwłaszcza w Kupangu, gdzie dochodzi do jego ekspansji na niekorzyść języków etnicznych. Według innych szacunków (2022) ma przynajmniej milion użytkowników.
Malajski rozprzestrzeniał się w regionie pod wpływem kontaktów handlowych, które miały miejsce już w okresie przedeuropejskim. Z czasem stał się głównym językiem miasta Kupang i okolicznych terenów, które są silnie zróżnicowane etnicznie i językowo. Znaczenie malajskiego umocniło się za sprawą kolonialnej holenderskiej polityki językowej. Przynajmniej od XX w. malajski Kupangu jest znany również jako język ojczysty. Od 1958 r. Kupang, jako siedziba prowincji Małe Wyspy Sundajskie Wschodnie, zaczął odgrywać duże znaczenie w edukacji i administracji, przyciągając ludność o różnym pochodzeniu etnicznym. W 1980 r. miasto zamieszkiwało 80–90 tys. osób z różnych obszarów prowincji, reprezentujących ponad 30 języków.
Malajski Kupangu dominuje w kontaktach domowych i swobodnych. Jest używany w różnych sytuacjach życiowych, również w urzędach czy szkołach, gdzie występuje wraz z językiem narodowym. Bywa określany jako bahasa Melayu pasar („bazarowy malajski”), co odzwierciedla jedną z jego funkcji. Funkcjonuje jako symbol przynależności do społeczności miejskiej, toteż jest poznawany przez przybyszów z innych zakątków prowincji. Stanowi niejako lokalny odpowiednik dialektu dżakarckiego, potocznego języka stolicy. Częściowo występuje w mediach i przestrzeni publicznej – pojawia się w reklamach, prasie, programach telewizyjnych i audycjach radiowych. Dziennik „Pos Kupang” publikuje pewne treści w tym języku (kolumna „Tapaleuk”).
Współistnieje z językiem indonezyjskim, z którym tworzy kontinuum kreolskie, polegające na płynnych przejściach w doborze cech językowych w zależności od sfery życia. Można też mówić o dyglosji, w której malajski Kupangu stanowi odmianę niską (swobodną, nieformalną), a indonezyjski – odmianę wysoką (formalną, literacką). W odróżnieniu od tradycyjnych języków regionu, takich jak rote, helong czy sabu, malajski Kupangu nie jest kojarzony z konkretną grupą etniczną. Lokalnie bywa postrzegany jako gorsza postać języka indonezyjskiego bądź też jako „nieprawdziwy” język, ze względu na brak jego powiązania z dziedzictwem kulturowym poszczególnych społeczności (jest to też typowa sytuacja dla regionów, gdzie występują języki kreolskie).
Swoim zasięgiem oddziaływania wykracza poza wyspę Timor i miasto Kupang. Odnotowano, że wypiera niektóre autochtoniczne języki regionu (jak np. helong z wyspy Semau, częściowo również lamaholot na Flores).

## Cechy
Wykazuje wiele cech typowych dla wschodnioindonezyjskich języków malajskich, które wykształciły się jako języki handlowe i środki komunikacji międzyetnicznej. W malajskim Kupangu występują wpływy języków europejskich (niderlandzkiego i portugalskiego) oraz języków lokalnych (w tym helong, rote, dhao, sabu i uab meto). Na poziomie gramatyki i frazeologii malajski Kupangu silnie czerpie ze wzorców języków etnicznych. Część swoich cech dzieli z malajskim ambońskim.
Różnice względem języka indonezyjskiego są znaczne i dotyczą różnych aspektów systemu językowego, m.in. morfologii i struktury zdaniowej (zredukowany zasób produktywnych afiksów, tworzenie konstrukcji kauzatywnych z użyciem bekin – „robić” i kasi – „dawać”), leksyki i semantyki (liczne zapożyczenia słownikowe i kalki obce językowi narodowemu) oraz fonologii (brak pewnych głosek w wygłosie, uproszczenie dyftongów, brak głoski szwa, obecność skróconych form wyrazowych). Występują liczne seryjne konstrukcje czasownikowe (najpewniej wzorowane na językach lokalnych), wraz ze zjawiskami, których nie zaobserwowano w innych wschodnich odmianach malajskiego.
Do charakterystycznych wyrazów kojarzonych z tym językiem należą takie słowa jak sonde („nie”) czy beta („ja”).
Wykazuje pewne zróżnicowanie wewnętrzne. Publikacja Glottolog (4.6) wyodrębnia następujące dialekty: basa kupang, air mata i malajski alorski (Alor Malay). Da się wydzielić pomniejsze odmiany powiązane z różnymi grupami etnicznymi. Dialekt air mata jest właściwy dla odizolowanej geograficznie społeczności muzułmańskiej.
Już w latach 80. zaobserwowano spory wpływ języka indonezyjskiego na malajski Kupangu. W praktyce możliwe jest mieszanie cech obu tych języków; tworzą one kontinuum, w którym występują różne odmiany społeczne i funkcjonalne (od „czystego” lokalnego malajskiego po standardowy indonezyjski). Przyczynia się do tego dostępność edukacji i środków masowego przekazu.

## Związki z innymi językami
Należy do grupy regionalnych języków malajskich, które rozpowszechniły się w prowincjach wschodniej Indonezji. Nie zdołano rozstrzygnąć, czy są to języki kreolskie, czy chodzi raczej o niekreolizowane odmiany (niskiego) języka malajskiego. J. Jacob i B.D. Grimes (2006) oraz J. Jacob i Ch.E. Grimes (2011) uznają jednak kreolski charakter tego języka  ; podobnie czyni też publikacja Ethnologue (wyd. 22). W niektórych innych publikacjach jest określany jako dialekt malajskiego.
Dał początek malajskiemu alorskiemu, który jest używany na wyspach Alor i Pantar, przez Alorczyków oraz społeczności posługujące się językami papuaskimi (por. ludy aloro-pantarskie). Odmiana alorska jest wyraźnie odrębna, różni się m.in. systemem zaimków. Malajski został wprowadzony do regionu wysp Alor i Pantar przez chińskich kupców z Kupangu, przybywających od końca XIX w.
Nie jest bliżej spokrewniony z językiem narodowym, ten bowiem reprezentuje inny typ języka malajskiego. Indonezyjski wywodzi się z oficjalnej i literackiej odmiany malajskiego, związanej z tradycją sułtanatów Riau i Johore, natomiast malajski Kupangu rozwinął się z handlowej formy malajskiego, na długo przed powstaniem państwa indonezyjskiego. Malajski Kupangu daje się ściślej powiązać z innymi odmianami wschodnimi. Łączy go związek genealogiczny z malajskim ambońskim, używanym na centralnych i południowych Molukach. Nie jest natomiast pokrewny malajskiemu Larantuki (z Flores), który odróżnia się od obu wspomnianych odmian.
Na płaszczyźnie struktury malajski Kupangu i indonezyjski dałoby się opisać jako jeden język, jednakże różnice między nimi są na tyle poważne, że wyraźnie zakłócają komunikację. Bez wcześniejszej styczności języki te nie są wzajemnie zrozumiałe, co wynika z ich odrębnych historii rozwoju.

## Zaimki osobowe
Źródła: Gil 2022 ↓, s. 462; Paauw 2009 ↓, s. 166, 169
| 1. os. lp. | beta / be / bet | 1. os. lmn. (exclusivus) | botong / batong          |
| 1. os. lp. | beta / be / bet | 1. os. lmn. (inclusivus) | kotong / katong / ketong |
| 2. os. lp. | lu[b]           | 2. os. lmn.              | bosong / basong / besong |
| 3. os. lp. | dia / de / di   | 3. os. lmn.              | dorang / dong            |
Obecność rozróżnienia inclusivus-exclusivus wyróżnia malajski Kupangu pośród odmian wschodnioindonezyjskich.
Konstrukcje dzierżawcze tworzy się poprzez wykorzystanie łącznika pung, np. dia pung pensil – „jego ołówek”.